# Volejbol'nyj klub Omička 2011-2012
Questa voce raccoglie le informazioni riguardanti il Volejbol'nyj klub Omička nelle competizioni ufficiali della stagione 2011-2012.

## Organigramma societario
Area direttiva
- Presidente: ?

Area tecnica
- Allenatore: Viktor Ušakov (fino a ottobre), Vladimir Kuzjatkin (da ottobre)

## Rosa
| N° | Nome                 | Ruolo | Data di nascita   | Nazionalità sportiva |
| -- | -------------------- | ----- | ----------------- | -------------------- |
| 1  | Nelli Fonova         | S     | 20 dicembre 1983  | Russia               |
| 2  | Nadežda Sak          | C     | 22 novembre 1982  | Russia               |
| 3  | Marija Žadan         | P     | 6 febbraio 1983   | Russia               |
| 4  | Maryna Marčenko      | S     | 12 luglio 1985    | Ucraina              |
| 5  | Ekaterina Orlova     | O     | 21 ottobre 1987   | Russia               |
| 6  | Alena Hendzel'       | C     | 21 settembre 1984 | Bielorussia          |
| 7  | Nadežda Amelina      | C     | 14 settembre 1986 | Russia               |
| 9  | Tat'jana Bel'kova    | S     | 8 settembre 1986  | Russia               |
| 10 | Viktorija Kuzjakina  | L     | 1º giugno 1985    | Russia               |
| 11 | Ljudmila Malofeeva   | O     | 18 maggio 1988    | Russia               |
| 12 | Ol'ga Pal'čikova     | C     | 25 luglio 1983    | Russia               |
| 13 | Aleksandra Sorokina  | S     | 1º ottobre 1976   | Russia               |
| 14 | Anastasija Orlova    | C     | 6 giugno 1986     | Russia               |
| 18 | Marina Akulova       | P     | 13 dicembre 1986  | Russia               |
| 19 | Elena Pešechonova    | P     | 22 marzo 1988     | Russia               |
| 20 | Ol'ga Terechina      | L     | 6 aprile 1986     | Russia               |
| 21 | Anastasija Sivačenko | L     | 11 dicembre 1986  | Russia               |

## Statistiche

### Statistiche di squadra
| Competizione    | Punti | In casa | In casa | In casa | In trasferta | In trasferta | In trasferta | Totale | Totale | Totale |
| Competizione    | Punti | G       | V       | P       | G            | V            | P            | G      | V      | P      |
| --------------- | ----- | ------- | ------- | ------- | ------------ | ------------ | ------------ | ------ | ------ | ------ |
| Superliga       | 44    | 13      | 9       | 4       | 14           | 8            | 6            | 27     | 17     | 10     |
| Coppa di Russia | 9/7   | -       | -       | -       | -            | -            | -            | 8      | 5      | 3      |
| Challenge Cup   | -     | 4       | 4       | 0       | 4            | 3            | 1            | 8      | 7      | 1      |
| Totale          | -     | 17      | 13      | 4       | 18           | 11           | 7            | 43     | 29     | 14     |

G = partite giocate; V = partite vinte; P = partite perse

### Statistiche dei giocatori
| Giocatrice     | Superliga | Superliga | Superliga | Superliga | Superliga |
| Giocatrice     | P         | PT        | AV        | MV        | BV        |
| -------------- | --------- | --------- | --------- | --------- | --------- |
| M. Akulova     | 27        | 96        | 41        | 25        | 30        |
| N. Amelina     | 4         | 0         | 0         | 0         | 0         |
| T. Bel'kova    | 27        | 314       | 264       | 32        | 18        |
| N. Fonova      | 27        | 496       | 426       | 40        | 30        |
| A. Hendzel'    | 27        | 366       | 193       | 134       | 39        |
| V. Kuzjakina   | 27        | 0         | 0         | 0         | 0         |
| L. Malofeeva   | 2         | 6         | 6         | 0         | 0         |
| M. Marčenko    | 25        | 321       | 249       | 53        | 34        |
| A. Orlova      | 1         | 0         | 0         | 0         | 0         |
| E. Orlova      | 27        | 55        | 44        | 9         | 2         |
| O. Pal'čikova  | 25        | 193       | 122       | 56        | 15        |
| E. Pešechonova | 13        | 0         | 0         | 0         | 0         |
| N. Sak         | 5         | 21        | 10        | 7         | 4         |
| A. Sivačenko   | 5         | 0         | 0         | 0         | 0         |
| A. Sorokina    | 14        | 17        | 14        | 0         | 3         |
| O. Terëchina   | 12        | 0         | 0         | 0         | 0         |
| M. Žadan       | 9         | 7         | 2         | 1         | 4         |

P = presenze; PT = punti totali; AV = attacchi vincenti; MV = muri vincenti; BV = battute vincenti

NB: Non sono disponibili i dati relativi alla Coppa di Russia, alla Challenge Cup e, di conseguenza, quelli totali